# Junior Kimbrough
Junior Kimbrough (eigentlich David Kimbrough; * 28. Juli 1930 in Hudsonville, Mississippi; † 17. Januar 1998 in Holly Springs, Mississippi) war ein US-amerikanischer Blues-Musiker.
Kimbrough lebte im Norden von Mississippi in der Nähe von Holly Springs. Er nahm ab 1992 Platten für das Fat Possum Blues Label auf. Außerdem spielte er seine Musik in seiner Bar mit dem Namen „Junior's Place“ in Chulahoma, die viele Besucher aus aller Welt anzog, darunter Mitglieder der Band U2 und der Rolling Stones.
Junior Kimbrough starb am 17. Januar 1998 in Holly Springs, Mississippi. Nach seinem Tod unterhielten seine Söhne Kinney und David Malone Kimbrough, welche ebenfalls Musiker sind, die Bar in Chulahoma, bevor „Junior's Place“ am 6. April 2000 niederbrannte.
Die Band The Black Keys, deren Mitglieder Kimbrough als einen ihrer Haupteinflüsse nennen, veröffentlichte ihm zu Ehren im Jahr 2006 die EP Chulahoma, auf der ausschließlich Coverversionen von Kimbroughs Songs enthalten sind.

## Diskografie
- All Night Long (1992)
- Sad Days, Lonely Nights (1993)
- Most Things Haven’t Worked Out (1997)
- Do the Rump! (1997, HMG), bis dato unveröffentlichtes Material, das schon in den Jahren 1982–1988 aufgenommen wurde
- God Knows I Tried (1998)
- Meet Me in the City (1999)
- You Better Run: The Essential Junior Kimbrough (2002)